# Pimelea cryptica
Pimelea cryptica är en tibastväxtart som beskrevs av Colin James Burrows och Enright. Pimelea cryptica ingår i släktet Pimelea och familjen tibastväxter. Inga underarter finns listade i Catalogue of Life.